# Neoxorides montanus
Neoxorides montanus là một loài tò vò trong họ Ichneumonidae.